# Себастьян Рібас
Себастьян Рібас (ісп. Sebastián Ribas, нар. 11 березня 1988, Монтевідео) — уругвайський футболіст, нападник клубу «Ланус».

## Ігрова кар'єра
Народився 11 березня 1988 року в місті Монтевідео у родині футбольного тренера Хуліо Сесара Рібаса. Себастьян має італійський паспорт у зв'язку з тим, що його мати народилася в Палермо, Італія.
Розпочав займатись футболом в клубі «Белья Віста». 2004 року перейшов в академію італійської «Венеції», головну команду якої очолив його батько.
У дорослому футболі дебютував 2005 року виступами за «Хувентуд», в якому провів один сезон, взявши участь у 17 матчах чемпіонату.
Влітку 2008 року перейшов в італійське «Інтернаціонале», проте закріпитись в команді не зумів і на правах оренди виступав у Серії Б за «Спецію».
Своєю грою за останню команду привернув увагу представників тренерського штабу клубу «Діжон», до складу якого приєднався 2008 року. Відіграв за команду з Діжона наступні три сезони своєї ігрової кар'єри. Більшість часу, проведеного у складі «Діжона», був основним гравцем атакувальної ланки команди і одним з головних бомбардирів команди, маючи середню результативність на рівні 0,46 голу за гру першості.
У 2011 році уклав контракт з клубом «Дженоа», у складі якого за півроку провів лише одну гру в рамках розіграшу Кубка Італії.
З початку 2012 року Рібаса почали здавати в оренду. Таким чином він встиг пограти за «Спортінг», «Монако», «Барселону Гуаякіль», «Страсбур» та «Картахену», причому за монегасків так і не дебютував через травму.
Влітку 2015 року повернувся на батьківщину, ставши гравцем «Фенікса», а наступного року перейшов в інший клуб з Монтевідео — «Рівер Плейт».
3 липня 2016 року Рібас перейшов в мексиканський «Венадос», де провів наступний сезон.
У липні 2017 року Рібас перейшов у львівські «Карпати». Проте зігравши лише 4 матчі і забивши 1 гол, ще до закінчення трансферного вікна Рібас був відданий в оренду в аргентинський «Патронато»..

## Статистика виступів

### Статистика клубних виступів
| Сезон             | Команда                | Чемпіонат         | Чемпіонат | Чемпіонат | Національний кубок | Національний кубок | Національний кубок | Міжнародні турніри | Міжнародні турніри | Міжнародні турніри | Усього | Усього |
| Сезон             | Команда                | Ліга              | Ігор      | Голів     | Ліга               | Ігор               | Голів              | Ліга               | Ігор               | Голів              | Ігор   | Голів  |
| ----------------- | ---------------------- | ----------------- | --------- | --------- | ------------------ | ------------------ | ------------------ | ------------------ | ------------------ | ------------------ | ------ | ------ |
| 2006-07           | «Інтер»                | A                 | 0         | 0         | КІ                 | 1                  | 0                  | ЛЧ                 | 0                  | 0                  | 1      | 0      |
| 2007-08           | «Спеція»               | B (ІІ)            | 4         | 0         | КІ                 | 0                  | —                  |                    | —                  | —                  | 4      | 0      |
| 2008-09           | «Діжон»                | Л2 (ІІ)           | 32        | 9         | КФ+КЛ              | 2+1                | 3+0                |                    | -                  | -                  | 35     | 12     |
| 2009-10           | «Діжон»                | Л2 (ІІ)           | 36        | 16        | КФ+КЛ              | 2+1                | 2+0                |                    | -                  | -                  | 39     | 18     |
| 2010-11           | «Діжон»                | Л2 (ІІ)           | 37        | 23        | КФ+КЛ              | 2+1                | 2+0                |                    | -                  | -                  | 40     | 25     |
| Усього за «Діжон» | Усього за «Діжон»      | Усього за «Діжон» | 105       | 48        |                    | 9                  | 7                  |                    | -                  | -                  | 114    | 55     |
| 2011-12           | «Дженоа»               | A                 | 0         | 0         | КІ                 | 1                  | 0                  | —                  | —                  | —                  | 1      | 0      |
| 2011-12           | «Спортінг»             | ПЛ                | 5         | 0         | КП+КЛ              | 1+1                | 0+0                | ЛЄ                 | —                  | —                  | 0      | 0      |
| 2012–13           | «Монако»               | Л2 (ІІ)           | 0         | 0         | КФ+КЛ              | 0+0                | 0+0                |                    | -                  | -                  | 0      | 0      |
| 2013              | «Барселона» (Гуаякіль) | ПД                | 5         | 0         | -                  | -                  | -                  | ПаК                | 2                  | 0                  | 7      | 0      |
| 2013–14           | «Страсбур»             | НЧ (ІІІ)          | 13        | 5         | -                  | -                  | -                  | -                  | -                  | -                  | 13     | 5      |
| 2014–15           | «Картахена»            | СДБ (ІІІ)         | 23+1      | 6+0       | -                  | -                  | -                  | -                  | -                  | -                  | 24     | 6      |
| Усього за кар'єру | Усього за кар'єру      | Усього за кар'єру | 156       | 59        |                    | 12                 | 7                  |                    | 2                  | 0                  | 170    | 66     |